# تاتسیانا استوکالاوا
تاتسیانا استوکالاوا (انگلیسی: Tatsiana Stukalava؛ زادهٔ ۳ اکتبر ۱۹۷۵) وزنه‌بردار اهل بلاروس است.